# Comanthus parvicirrus
Comanthus parvicirrus är en sjöliljeart som först beskrevs av Müller 1841.  Comanthus parvicirrus ingår i släktet Comanthus och familjen Comasteridae. Inga underarter finns listade i Catalogue of Life.